# طلتروس تروكاني
طلتروس تروكاني (الاسم العلمي: Talitrus trukana) هو نوع من المفصليات يتبع جنس الطلتروس من الفصيلة الطلتروسية.